# Mabereng Seeiso Lesothská
Princezna Mabereng Seeiso Lesothská (rozená 'Machaka Makara) je členka lesothské královské rodiny. Princezna Seeiso je manželka prince Seeisa Lesothského a švagrová krále Letsieho III. Lesothského.

## Biografie
Navštěvovala:
- Technická univerzita na Kapském poloostrově, biomedicínská technologie (1997–2000)
- Stellenboschská univerzita, lékařská mikrobiologie (2001–2002)
- Westminsterská univerzita, studia managementu (2008–2010)

Princezna Mabereng Seeiso a její manžel princ Seeiso se vzali 15. prosince 2003 a mají tři děti:
- Princ Bereng Konstantin Seeiso
- Princezna 'Masentle Tabitha Seeiso
- Princ Masupha David Seeiso

Od července 2012 je vlastníkem a výkonnou ředitelkou firmy Mabeoana Crafts PTY LTD.
Ona a její manžel se zúčastnili svatby prince Harryho a Meghan Markleové. Byli jedinými členy zahraničních královských rodin, kteří tak učinili.